# Романович Марко
Романович Марко (13 грудня 1904, Снятин — 8 грудня 1958, Грімсбі) — український греко-католицький священник, василіянин, церковний і громадський діяч у Канаді.
Місіонер, професор філософії і богословія в Мандері, засновник журналу «Світло» (1938) і жіночого чернечого Згромадження Сестер Місіонерок Христової Любови.